# Криголам «Капітан Бєлоусов» (срібна монета)
Кригола́м „Капіта́н Бєлоу́сов“ — ювілейна монета номіналом 10 гривень, випущена Національним банком України. Присвячена криголаму «Капітан Бєлоусов», який з 1994 року перебуває у складі Маріупольського державного морського торгового флоту та носить ім'я досвідченого полярного капітана, Героя Радянського Союзу Михайла Прокоповича Бєлоусова (1904-1946).
Монету введено до обігу 16 листопада 2004 року. Вона належить до серії «Морська історія України».

## Опис та характеристики монети
| Номінал грн | Метал           | Маса, грам   | Діаметр, мм | Якість виготовлення | Гурт     | Тираж, штук |
| ----------- | --------------- | ------------ | ----------- | ------------------- | -------- | ----------- |
| 10          | срібло (Ag 925) | 31,1 / 33,62 | 38,6        | пруф                | рифлений | 10 000      |

### Аверс
На аверсі монети ліворуч зображено якір та штурвал, на тлі якого – малий Державний Герб України, посередині – горизонтальні символічні хвилі, під і над якими праворуч від якоря розміщено написи: УКРАЇНА/2004 (угорі), 10/ГРИВЕНЬ, а також позначення металу та його проби – Ag 925, вага в чистоті – 31,1 (унизу), логотип Монетного двору Національного банку України.

### Реверс

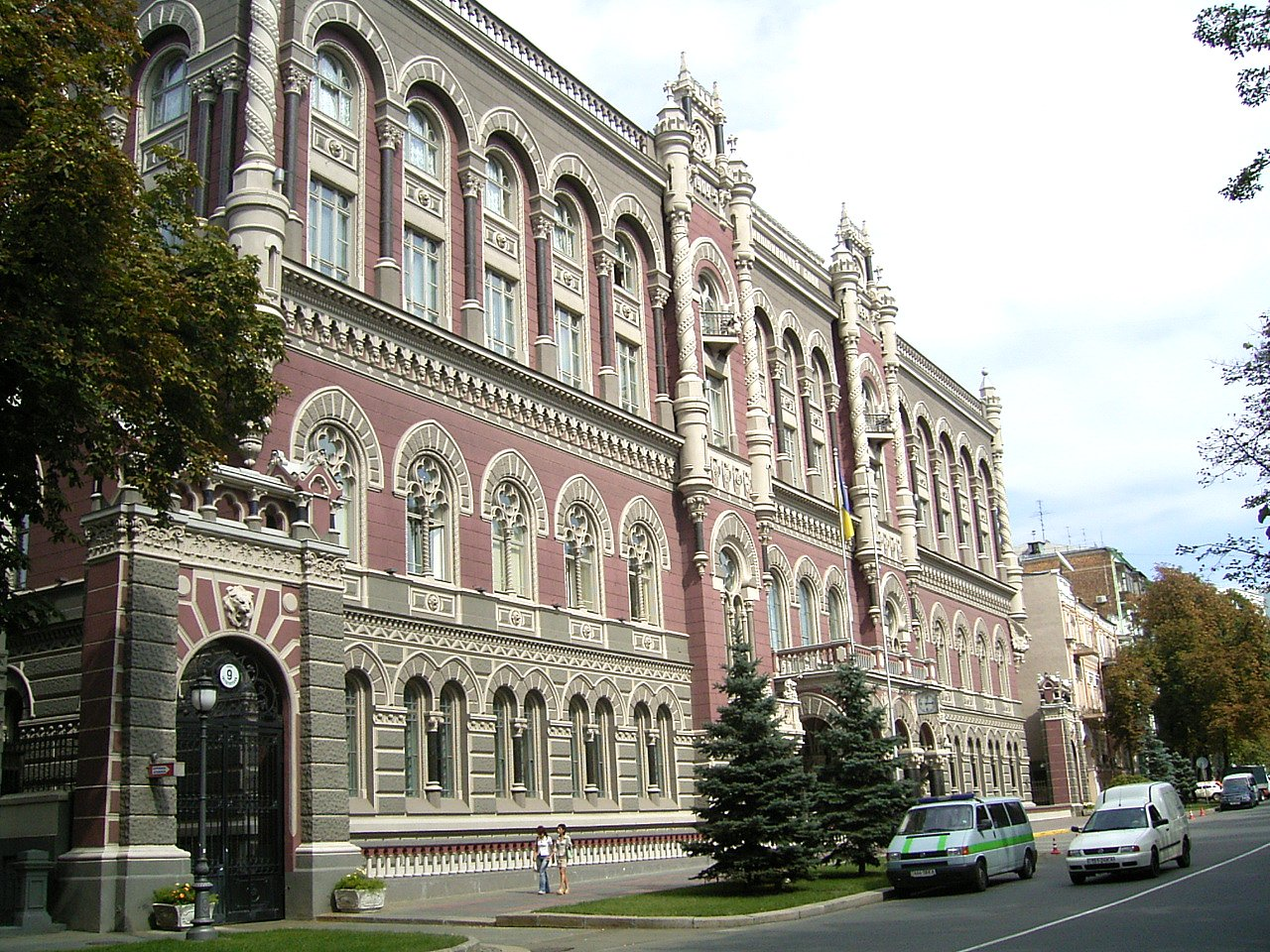
Будівля Національного банку України

На реверсі монети зображено криголам серед криг, на задньому плані – судно на чистій воді та розміщено написи: угорі півколом – "КАПІТАН БЄЛОУСОВ", унизу на дзеркальному тлі горизонтально – КРИГОЛАМ.

## Автори
- Художник — Володимир Дем'яненко.
- Скульптор — Володимир Дем'яненко.

## Вартість монети
Ціна монети — 956 гривень, була вказана на сайті Національного банку України 2018 року.
Фактична приблизна вартість монети, з роками змінювалася так:
| Рік       | 2010 | 2011 | 2012 | 2013 | 2014 | 2015 | 2016 | 2017  | 2018 | 2019 | 2020 | 2021  | 2022  | 2023  | 2024  | 2025  |
| --------- | ---- | ---- | ---- | ---- | ---- | ---- | ---- | ----- | ---- | ---- | ---- | ----- | ----- | ----- | ----- | ----- |
| Ціна, грн | 370  | 450  | 500  | 500  | 450  | 550  | 800  | 1 000 | 950  | 880  | 850  | 1 050 | 1 350 | 2 000 | 3 600 | 3 500 |